# Lipowo (gmina Raczki)
Lipowo – wieś w Polsce, położona w województwie podlaskim, w powiecie suwalskim, w gminie Raczki.
W latach 1975–1998 miejscowość należała administracyjnie do województwa suwalskiego.